# Venas
Venas est une commune française, située dans le département de l'Allier en région Auvergne-Rhône-Alpes.

## Géographie

### Localisation
Venas est située dans le Bocage bourbonnais.
Ses communes limitrophes sont :
| Hérisson    |       | Louroux-Bourbonnais |
| Haut-Bocage | Venas | Cosne-d'Allier      |
|             |       | Sauvagny            |

### Voies de communication et transports
La commune est traversée par les routes départementales 11 (vers Hérisson et Vallon-en-Sully au nord-ouest et Cosne-d'Allier à l'est), 252 (vers Louroux-Hodement, commune de Haut-Bocage, à l'ouest), 307 (vers Villefranche-d'Allier au sud-est) et 552 (reliant Baluftière, hameau au sud de la commune, à Cosne-d'Allier).

### Climat
Pour des articles plus généraux, voir Climat d'Auvergne-Rhône-Alpes et Climat de l'Allier.
En 2010, le climat de la commune est de type climat océanique dégradé des plaines du Centre et du Nord, selon une étude du CNRS s'appuyant sur une série de données couvrant la période 1971-2000. En 2020, Météo-France publie une typologie des climats de la France métropolitaine dans laquelle la commune est dans une zone de transition entre le climat océanique altéré et le climat de montagne ou de marges de montagne et est dans la région climatique Ouest et nord-ouest du Massif Central, caractérisée par une pluviométrie annuelle de 900 à 1 500 mm, maximale en automne et en hiver.
Pour la période 1971-2000, la température annuelle moyenne est de 11,4 °C, avec une amplitude thermique annuelle de 15,9 °C. Le cumul annuel moyen de précipitations est de 743 mm, avec 11,5 jours de précipitations en janvier et 7,5 jours en juillet. Pour la période 1991-2020, la température moyenne annuelle observée sur la station météorologique de Météo-France la plus proche, « Tortezais_sapc », sur la commune de Tortezais à 8 km à vol d'oiseau, est de 11,6 °C et le cumul annuel moyen de précipitations est de 757,2 mm,. Pour l'avenir, les paramètres climatiques de la commune estimés pour 2050 selon différents scénarios d'émission de gaz à effet de serre sont consultables sur un site dédié publié par Météo-France en novembre 2022.

## Urbanisme

### Typologie
Au 1er janvier 2024, Venas est catégorisée commune rurale à habitat très dispersé, selon la nouvelle grille communale de densité à 7 niveaux définie par l'Insee en 2022.
Elle est située hors unité urbaine. Par ailleurs la commune fait partie de l'aire d'attraction de Montluçon, dont elle est une commune de la couronne,. Cette aire, qui regroupe 58 communes, est catégorisée dans les aires de 50 000 à moins de 200 000 habitants,.

### Occupation des sols

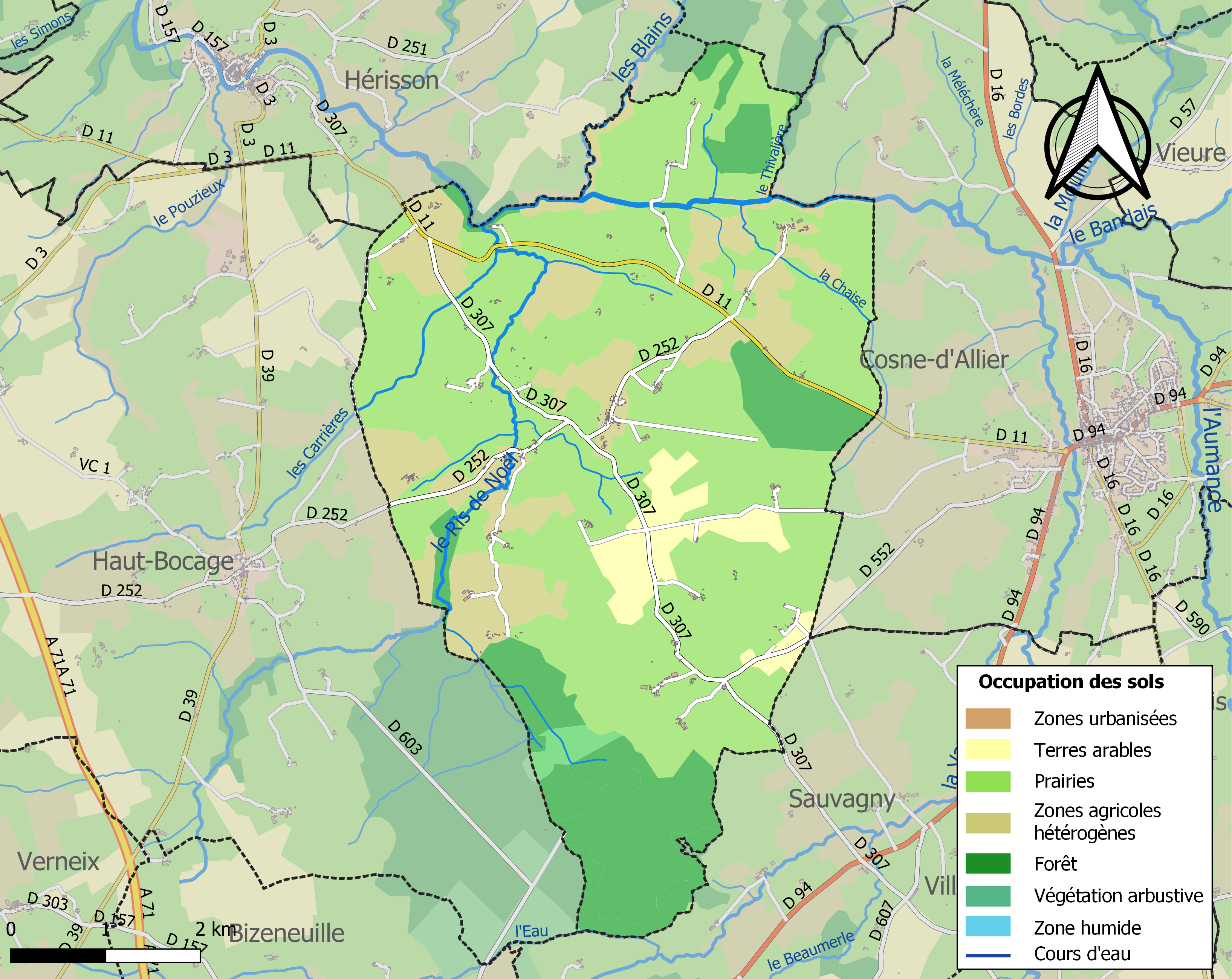
Carte des infrastructures et de l'occupation des sols de la commune en 2018 (CLC).

L'occupation des sols de la commune, telle qu'elle ressort de la base de données européenne d’occupation biophysique des sols Corine Land Cover (CLC), est marquée par l'importance des territoires agricoles (83,2 % en 2018), une proportion sensiblement équivalente à celle de 1990 (83,3 %). La répartition détaillée en 2018 est la suivante : 
prairies (62,1 %), zones agricoles hétérogènes (16,5 %), forêts (16 %), terres arables (4,6 %), milieux à végétation arbustive et/ou herbacée (0,8 %).
L'IGN met par ailleurs à disposition un outil en ligne permettant de comparer l’évolution dans le temps de l’occupation des sols de la commune (ou de territoires à des échelles différentes). Plusieurs époques sont accessibles sous forme de cartes ou photos aériennes : la carte de Cassini (XVIIIe siècle), la carte d'état-major (1820-1866) et la période actuelle (1950 à aujourd'hui).

## Politique et administration
| Période                                  | Période                      | Identité                                | Étiquette | Qualité             |
| ---------------------------------------- | ---------------------------- | --------------------------------------- | --------- | ------------------- |
| Les données manquantes sont à compléter. |                              |                                         |           |                     |
| 1789                                     | 1793                         | Buvain                                  |           |                     |
| 1793                                     | 1798                         | Menouvrier Lamoureux                    |           |                     |
| 1798                                     | 1800                         | Étienne Durand                          |           |                     |
| 1800                                     | 1818                         | Sébastien Luylier                       |           |                     |
| 1818                                     | 1834                         | Lamoureux                               |           |                     |
| 1834                                     | 1851                         | Jean Héraudet                           |           |                     |
| 1851                                     | 1853                         | Gilbert Collinet (délégation spéciale)  |           |                     |
| 1853                                     | 1858                         | Pierre Sigismond Luylier de Couture     |           |                     |
| 1858                                     | 1859                         | Auguste Duranton                        |           |                     |
| 1859                                     | 1870                         | Claude Micaud                           |           |                     |
| 1870                                     | 1871                         | Antoine Pobeau                          |           |                     |
| 1871                                     | 1912                         | Pierre Luylier de Couture               |           | Conseiller général  |
| 1912                                     | 1916                         | Gilbert Masset                          |           |                     |
| 1916                                     | 1919                         | Laurent Triboulet (délégation spéciale) |           |                     |
| 1919                                     | 1925                         | Henri Micaud                            |           |                     |
| 1925                                     | 1935                         | Laurent Triboulet                       |           |                     |
| 1935                                     | 1983                         | Joseph Sanlias                          |           |                     |
| 1983                                     | 1989                         | Pierre Lamoureux                        |           |                     |
| 1989                                     | 2001                         | Pierre Helleu                           |           |                     |
| mars 2001                                | mars 2008                    | Pierre Guillaumin                       |           |                     |
| mars 2008                                | juillet 2020                 | Bernard Masset                          |           | Retraité            |
| juillet 2020                             | En cours (au 8 juillet 2020) | Éric Touraud                            |           | Exploitant agricole |

## Population et société

### Démographie

#### Évolution démographique
L'évolution du nombre d'habitants est connue à travers les recensements de la population effectués dans la commune depuis 1793. Pour les communes de moins de 10 000 habitants, une enquête de recensement portant sur toute la population est réalisée tous les cinq ans, les populations de référence des années intermédiaires étant quant à elles estimées par interpolation ou extrapolation. Pour la commune, le premier recensement exhaustif entrant dans le cadre du nouveau dispositif a été réalisé en 2007.

En 2022, la commune comptait 224 habitants, en évolution de −7,05 % par rapport à 2016 (Allier : −1,38 %, France hors Mayotte : +2,11 %).
| 1793 | 1800 | 1806 | 1821 | 1831 | 1836 | 1841 | 1846 | 1851 |
| ---- | ---- | ---- | ---- | ---- | ---- | ---- | ---- | ---- |
| 520  | 584  | 585  | 634  | 682  | 712  | 778  | 766  | 767  |

| 1856 | 1861 | 1866 | 1872 | 1876 | 1881 | 1886 | 1891 | 1896 |
| ---- | ---- | ---- | ---- | ---- | ---- | ---- | ---- | ---- |
| 712  | 675  | 692  | 733  | 786  | 777  | 785  | 792  | 758  |

| 1901 | 1906 | 1911 | 1921 | 1926 | 1931 | 1936 | 1946 | 1954 |
| ---- | ---- | ---- | ---- | ---- | ---- | ---- | ---- | ---- |
| 711  | 668  | 650  | 553  | 491  | 472  | 479  | 412  | 417  |

| 1962 | 1968 | 1975 | 1982 | 1990 | 1999 | 2006 | 2007 | 2012 |
| ---- | ---- | ---- | ---- | ---- | ---- | ---- | ---- | ---- |
| 363  | 298  | 285  | 269  | 247  | 242  | 237  | 236  | 247  |

| 2017 | 2022 | - | - | - | - | - | - | - |
| ---- | ---- | - | - | - | - | - | - | - |
| 235  | 224  | - | - | - | - | - | - | - |

#### Pyramide des âges
En 2021, le taux de personnes d'un âge inférieur à 30 ans s'élève à 29,3 %, soit au-dessus de la moyenne départementale (29,0 %). À l'inverse, le taux de personnes d'âge supérieur à 60 ans est de 30,3 % la même année, alors qu'il est de 35,6 % au niveau départemental.
En 2021, la commune comptait 120 hommes pour 110 femmes, soit un taux de 52,17 % d'hommes, largement supérieur au taux départemental (47,97 %).
Les pyramides des âges de la commune et du département s'établissent comme suit :
| Hommes | Classe d’âge | Femmes |
| ------ | ------------ | ------ |
| 0,7    | 90 ou +      | 1,6    |
| 14,6   | 75-89 ans    | 11,1   |
| 19,5   | 60-74 ans    | 12,7   |
| 23,6   | 45-59 ans    | 21,1   |
| 14,7   | 30-44 ans    | 21,5   |
| 10,9   | 15-29 ans    | 9,8    |
| 16,0   | 0-14 ans     | 22,1   |

| Hommes | Classe d’âge | Femmes |
| ------ | ------------ | ------ |
| 1,2    | 90 ou +      | 3      |
| 10     | 75-89 ans    | 13,4   |
| 21,3   | 60-74 ans    | 22     |
| 20,6   | 45-59 ans    | 19,6   |
| 15,7   | 30-44 ans    | 15     |
| 15,6   | 15-29 ans    | 12,9   |
| 15,7   | 0-14 ans     | 14     |

## Culture et patrimoine

### Lieux et monuments
- Église Saint-Paul (XIIe et XIIIe siècles).
- Château de Venas (XVe siècle).

### Personnalités liées à la commune
- Chop (né en 1947) est un artiste-peintre qui a décoré sa maison de grandes peintures murales[16].

### Héraldique
|  | Les armes de la commune se blasonnent ainsi : D’azur au chevron renversé d’or accompagné en chef d’une feuille de chêne du même, au chef cousu de gueules chargé d’une épée d’argent posée en fasce, la pointe à dextre. |